# Énergie éolienne en Australie

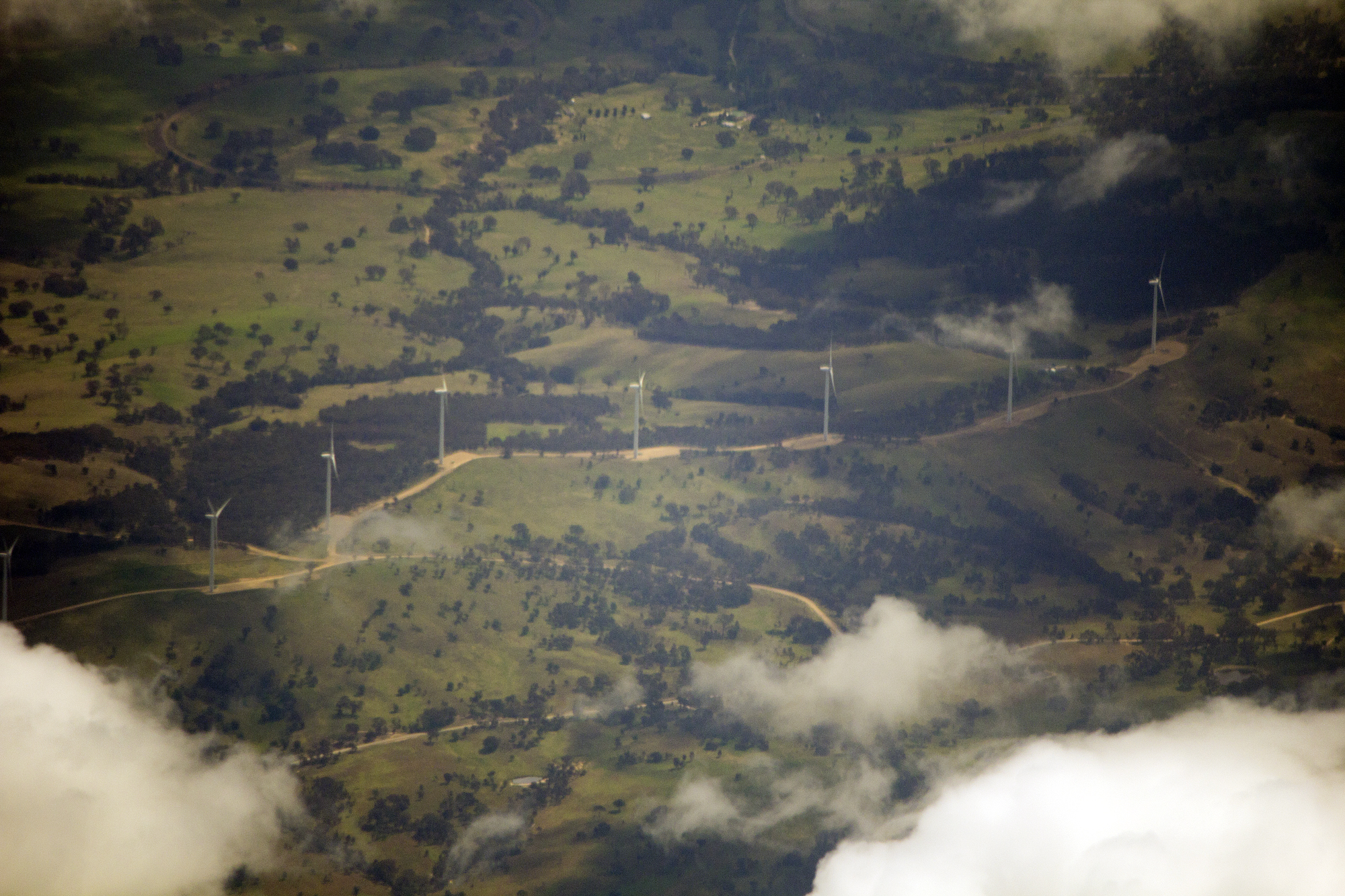
Parc éolien de Crookwell en Nouvelle-Galles du Sud.

L'énergie éolienne devient une source d'énergie importante en Australie : l'éolien fournissait 13,4 % de la production électrique australienne en 2024, et l'Australie était en 2023 le 12e producteur mondial.
L'Australie se situait fin 2024 au 13e rang mondial pour sa puissance installée éolienne, avec 1,1 % du total mondial, alors que la population australienne représente seulement 0,3 % du total mondial.
Plus de 50 GW de projets éoliens en mer sont en cours de développement fin 2022.
L'Australie n'a pas de fabricant de turbines ; seuls les mâts sont fabriqués sur place ; le marché des turbines restait en 2012 dominé par le danois Vestas (54 %) et l'indien Suzlon Energy (30 %).

## Production

Puissance installée et production d'énergie éolienne en Australie

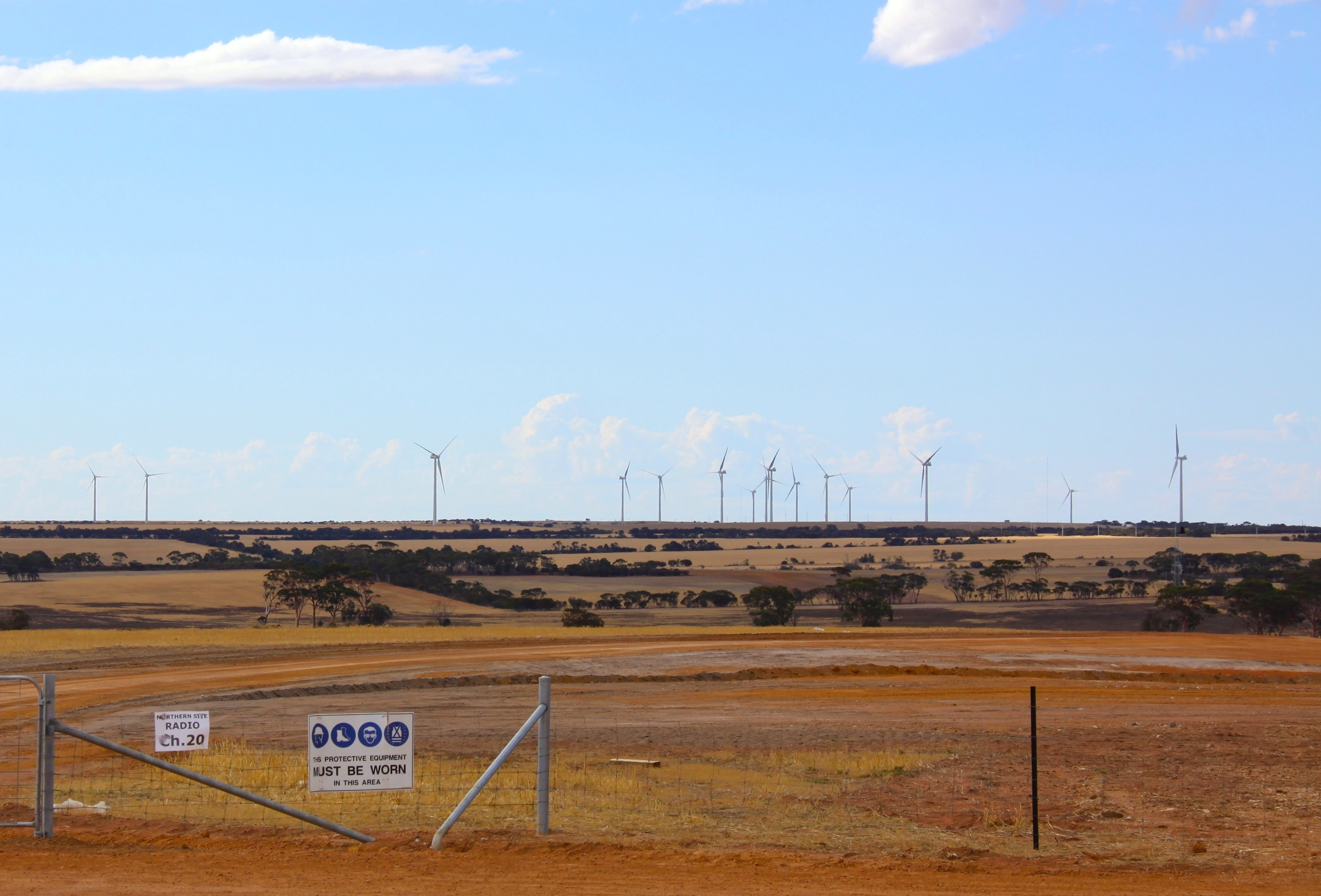
Parc éolien de Collgar (206 MW), Merredin, Australie-Occidentale.

L'Australie dispose de ressources de vent exceptionnelles. Les parcs éoliens sont surtout concentrés dans le sud du pays.
En 2024, les éoliennes ont produit 32 519 GWh, soit 33,5 % de l'électricité renouvelable du pays et 13,4 % de sa production totale d'électricité.
Selon l'Agence internationale de l'énergie, la production éolienne de l'Australie atteignait 31 384 GWh en 2023, soit 11,4 % de la production d'électricité du pays et 1,4 % de la production éolienne mondiale, au 12e rang mondial.
L'Energy Institute estime la production éolienne de l'Australie en 2023 à 31,9 TWh, soit 11,7 % de sa production d'électricité. Elle se situe au 12e rang mondial avec 1,4 % du total mondial.
Le rapport 2023 du Clean Energy Council australien donne la production éolienne de l'Australie en 2022 : 29 892 GWh, soit 35,6 % de la production d'électricité renouvelable du pays et 12,8 % de sa production totale d'électricité.
| Année | Production (GWh) | Accroissement | Part prod.élec. |
| 2005  | 885              |               | 0,4 %           |
| 2006  | 1 713            | +94 %         | 0,7 %           |
| 2007  | 2 611            | +52 %         | 1,1 %           |
| 2008  | 3 093            | +18 %         | 1,3 %           |
| 2009  | 3 824            | +26 %         | 1,5 %           |
| 2010  | 5 052            | +32 %         | 2,0 %           |
| 2011  | 6 085            | +20 %         | 2,4 %           |
| 2012  | 6 970            | +15 %         | 2,8 %           |
| 2013  | 7 960            | +14 %         | 3,2 %           |
| 2014  | 10 252           | +29 %         | 4,1 %           |
| 2015  | 11 467           | +12 %         | 4,5 %           |
| 2016  | 12 199           | +6,4 %        | 4,8 %           |
| 2017  | 12 597           | +3,3 %        | 4,9 %           |
| 2018  | 15 164           | +20,4 %       | 5,8 %           |
| 2019  | 17 712           | +16,8 %       | 6,7 %           |
| 2020  | 20 396           | +15,2 %       | 7,7 %           |
| 2021  | 24 535           | +20,3 %       | 9,2 %           |
| 2022  | 29 107           | +18,6 %       | 10,7 %          |
| 2023  | 31 384           | +7,8 %        | 11,4 %          |
| 2024  | 32 519           | +3,6 %        | 13,4 %          |

La part de chacun des États de l'Australie dans la production éolienne du pays en 2024 est la suivante :
- Victoria : 33,2 % ;
- Nouvelle-Galles du Sud : 20,4 % ;
- Australie-Méridionale : 20,1 % ;
- Australie-Occidentale : 11,5 % ;
- Queensland : 9 % ;
- Tasmanie : 5,8 %.

Le réseau éolien IEA Wind de l'Agence internationale de l'énergie, alimenté en Australie par le Clean Energy Council, évaluait la production 2012 à 7,7 TWh, soit 3,4 % de la consommation d'électricité du pays ; il estimait le facteur de charge moyen à 35 % (18 % en Allemagne, 24 % en France).

## Puissance installée

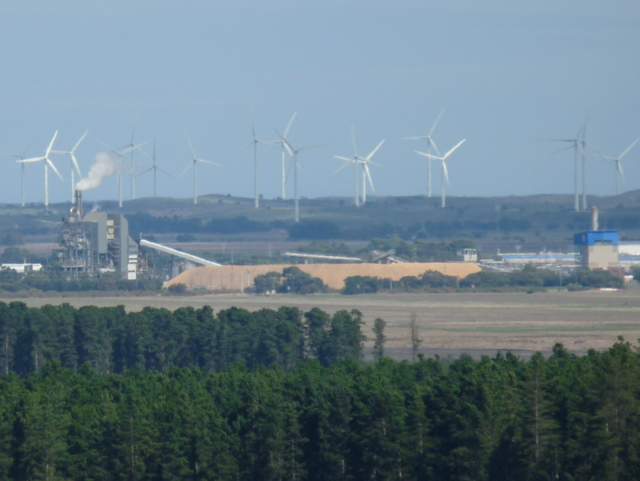
Parc éolien de Lake Bonney (240 MW), avec au premier plan l'usine de papier de Kimberly Clark, à Tantanoola, Australie-Méridionale.

L’Australie se situe fin 2024 au 13e rang mondial pour sa puissance installée éolienne avec 12 315 MW, soit 1,1 % du total mondial, alors que la population australienne représente seulement 0,3 % du total mondial ; l'Australie est au 3e rang dans la région Asie-Pacifique, loin derrière la Chine (520 600 MW) et l'Inde (48 156 MW). Cette puissance s'est accrue de 835 MW (+7,3 %) au cours de l'année 2024.
Onze parcs éoliens ont été connectés au réseau en 2024, dont le plus important, Tilt Renewables’ Rye Park, a une puissance proche de 400 MW. Plusieurs projets en construction sont encore plus puissants : Uungula (414 MW) dans les Nouvelle-Galles du Sud, Clarke Creek (450 MW) et Macintyre (923 MW) dans le Queenslandet les deux phases du parc de Golden Plains (1 330 MW) dans l'État de Victoria. De plus, huit nouveaux projets ont reçu des financements pour un total de 2,2 GW.
L’Australie se situe fin 2023 au 13e rang mondial pour sa puissance installée éolienne avec 11 479 MW, soit 1,1 % du total mondial, alors que la population australienne représente seulement 0,3 % du total mondial ; l'Australie est au 3e rang dans la région Asie-Pacifique, loin derrière la Chine (441 100 MW) et l'Inde (44 736 MW). Cette puissance s'est accrue de 942 MW (+8,9 %) au cours de l'année 2023.
En 2022, l’Australie se situait au 13e rang mondial pour sa puissance installée éolienne avec 10 537 MW, soit 1,2 % du total mondial, alors que la population australienne représente seulement 0,3 % du total mondial ; l'Australie est au 3e rang dans la région Asie-Pacifique, loin derrière la Chine (365 440 MW) et l'Inde (41 930 MW). Cette puissance s'est accrue de 1 412 MW (+15,5 %) au cours de l'année 2022.
En 2022, huit nouveaux parcs éoliens ont été mis en service, dont deux dans l'État de Victoria : Stockyard Hill (532 MW) et Moorabool (312 MW). En janvier, dans l'État d'Australie-Méridionale, la construction de la première tranche (209 MW) du parc de Goyder South a été lancée par la société française Neoen ; cette tranche devrait entrer en service en 2024 et la deuxième tranche devrait ensuite ajouter la même puissance, faisant de ce parc l'un des plus puissants du pays. Le plus gros projet en développement, dans l'État du Queensland, le premier à dépasser le gigawatt, sera composé de deux parcs : MacIntrye (923 MW), majoritairement détenu par la firme espagnole Acciona, et Karara (103 MW), de l'entreprise publique CleanCo. Le chantier a démarré en mai 2022 et devrait durer 18 à 24 mois. Acciona envisage d'y ajouter un troisième parc, Herries Range (1 000 MW). L'État de Victoria, leader de l'éolien australien avec 33,7 % de la production éolienne, a atteint pour la première fois, le 24 octobre 2022, le seuil de couverture par l'éolien des trois quarts de la demande d'électricité. Il a plusieurs projets en préparation, dont la première étape de 756 MW du parc de Golden Plains à Rokewood.
L’Australie était fin 2021 au 13e rang mondial avec 1,08 % du total mondial et au 3e rang dans la région Asie-Pacifique. Cette puissance s'est accrue de 1 746 MW (+23,9 %) au cours de l'année 2021.
En 2020, l'Australie était au 13e rang mondial et au 3e rang dans la région Asie-Pacifique, loin derrière la Chine et l'Inde. Cette puissance s'est accrue de 1 097 MW (+17,7 %) au cours de l'année 2020.
Fin 2019, l’Australie était au 15e rang mondial avec 6 199 MW et au 3e rang dans la région Asie-Pacifique. Cette puissance s'est accrue de 837 MW (+15,6 %) au cours de l'année 2019 (en 2018 : 549 MW, soit +11,4 % ; en 2017 : +501 MW).
L'Australie disposait de 62 parcs éoliens à la fin 2012 (1397 turbines), totalisant 2 584 MW de puissance installée, et onze projets étaient en construction (environ 1 000 MW) ; les projets à l'étude représentent 18 000 MW ; la part de l'éolien dans les installations de nouvelles capacités EnR depuis 2000 a été de 38 %, pour un investissement de plus de 5 milliards de dollars australiens (3,9 milliards d'euros).

## Éolien en mer
L'Australie possède des ressources éoliennes parmi les meilleures au monde, avec des vitesses de vent atteignant 12 m/s dans des zones en mer telles que le détroit de Bass. L'Energy Sector Management Assistance Program (groupe Banque mondiale) a identifié un potentiel éolien en mer de 2 900 GW. Les projets existants pourraient produire plus d'électricité que les centrales au charbon australiennes. Depuis 2022, le gouvernement a annoncé la définition de nombreuses zones éoliennes en mer, dont Gippsland (Victoria), Hunter (Nouvelle-Galles du Sud), Southern Ocean (Victoria), Illawarra (Nouvelle-Galles du Sud), Détroit de Bass (Tasmanie) et Indian Ocean of Bunbury (Australie-Occidentale). Le projet le plus avancé est celui de Gippsland. L'État de Victoria a publié en décembre 2023 un plan prévoyant la réalisation d'au moins 2 GW d'ici 2032, 4 GW en 2035 et 9 GW en 2040. Cependant, le gouvernement fédéral a réduit l'ampleur de son programme éolien en mer de 14,6 GW à 2,9 GW à cause de conflits avec les pêcheries et de problèmes de protection de l'environnement.
Le potentiel éolien offshore de l'Australie est estimé à 4 963 GW, dont 1,6 TW d'éolien fixe et 3,4 TW d'éolien flottant. Plus de dix projets sont en cours de développement en 2021 pour un total de 25 GW, dont le projet d'éolien flottant d'Oceanex (>9 GW), le projet de 3 GW de Copenhagen Energy dans la Baie du Géographe et le projet « Star of the South » (2,2 GW).
L'Offshore Electricity Infrastructure Act, voté fin 2021, met en place le cadre législatif pour l'éolien en mer. En juin 2022 a été initié le régime de licences pour les projets en mer. Le projet Star of the South (2,2 GW) au large de la côte de Gippsland (Victoria) est le plus avancé. Plus de 50 GW de projets ont été annoncés.
En 2024, les procédures de déclaration se sont achevées pour les zones offshore de Southern Ocean, Illawarra, Indian Ocean (Bunbury) et Bass Strait (Nord de la Tasmanie). Celles de Gippsland et Hunter avaient été réalisées auparavant. Des licences de faisabilité ont été délivrées en 2023 pour six projets d'un total de 12 GW dans la zone de Gippsland, puis en juillet 2024 pour six autres projets : Aurora Green (2 GW), Greater Gippsland (2,1 GW), Navigator North (1,5 GW), Kent (2 GW), Great Eastern (2,5 GW) et Gippsland 2 (2 GW), portant à 25 GW le total des licences accordées pour la zone de Gippsland. L'État de Victoria a fixé en mars 2024 les premiers objectifs d'éolien en mer du pays : 9 GW en 2040, avec des objectifs intermédiaires de 2 GW en 2032 et 4 GW en 2035. VicGrid a lancé en décembre un appel d'offres pour un partenariat public-privé pour la construction des lignes de raccordement de la zone de Gippsland.

## Principaux parcs éoliens

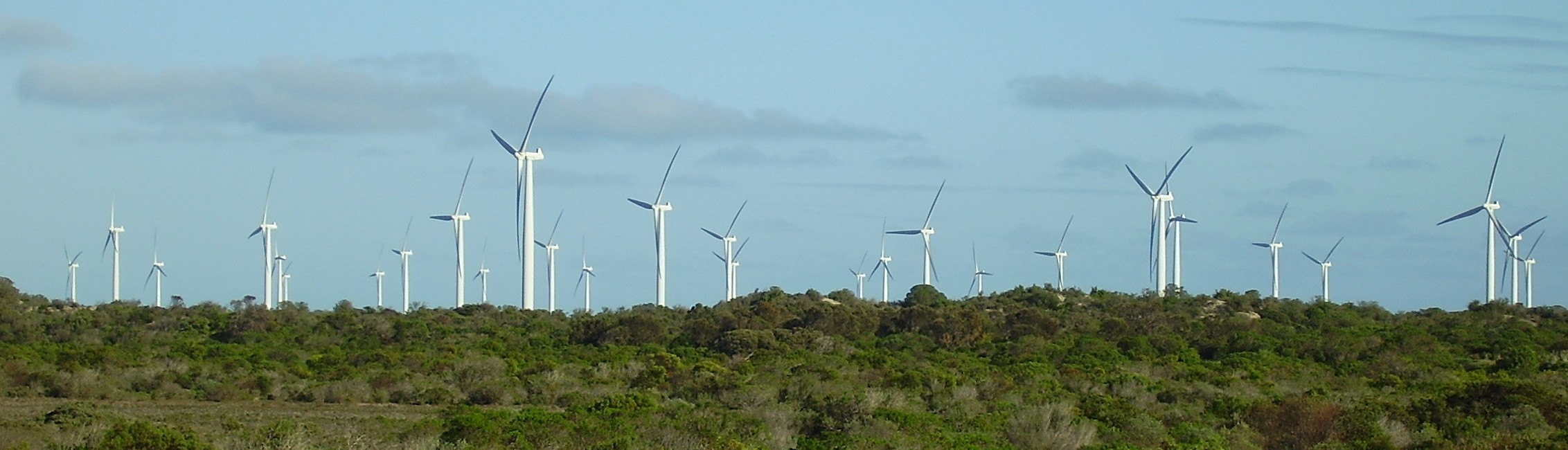
Parc éolien de Wattle Point (91 MW), près d'Edithburgh, Australie-Méridionale.

La base de données The Windpower recense 168 parcs éoliens australiens totalisant 99,3 GW en avril 2023, dont 9,63 GW en fonctionnement, 4,37 GW en construction et 85,28 GW de projets offshore.
| Nom du parc                                                           | État                   | MW*   | Date m.s.*      | Opérateur                                           |
| Lake Bonney                                                           | Australie-Méridionale  | 273,9 | 2005-08         | Infigen Energy                                      |
| Portland                                                              | Victoria               | 195   | 2010            | Pacific Hydro                                       |
| Waubra                                                                | Victoria               | 192   | 2009            | Acciona Australia                                   |
| Hallett                                                               | Australie-Méridionale  | 350   | 2009-12         | AGL                                                 |
| Capital                                                               | Nouvelle-Galles du Sud | 140,7 | 2008            | Infigen Energy                                      |
| Woolnorth                                                             | Tasmanie               | 140   | 2002-07         | Guohua Energy Investment / Hydro Tasmania           |
| Collgar                                                               | Australie-Occidentale  | 222   | 2012            | UBS IIF/ REST                                       |
| Macarthur                                                             | Victoria               | 420   | 2013            | AGL Energy / Meridian Energy                        |
| Musselroe                                                             | Tasmanie               | 168   | 2013-14         | Hydro Tasmania                                      |
| Snowtown 1 & 2                                                        | Australie-Méridionale  | 270   | 2014            | TrustPower Ltd                                      |
| Gullen Range                                                          | Nouvelle-Galles du Sud | 165,5 | 2014            | Goldwind Australia                                  |
| Ryan Corner                                                           | Victoria               | 134   | 2014            | Union Fenosa                                        |
| Mt Gellibrand                                                         | Victoria               | 189   | 2015            | Acciona Energy                                      |
| Sapphire                                                              | Nouvelle-Galles du Sud | 270   | 2014-18         |                                                     |
| Hornsdale                                                             | Australie-Méridionale  | 224   | 2016-17         | Neoen                                               |
| White Rock                                                            | Nouvelle-Galles du Sud | 175   | 2017            | Goldwind                                            |
| Ararat                                                                | Victoria               | 240   | 2017            | Windlab                                             |
| Silverton                                                             | Nouvelle-Galles du Sud | 199   | 2019            | Powering Australian Renewables Fund                 |
| Lal Lal                                                               | Victoria               | 228   | 2019            | Atmos Renewables (Igneo)/NorthLeaf Capital Partners |
| Dundonnell                                                            | Victoria               | 336   | 2020            | Tilt Renewables                                     |
| Coopers Gap                                                           | Queensland             | 453   | 2020            | Powering Australian Renewables Fund                 |
| Lincoln Gap                                                           | Australie-Méridionale  | 212   | 2019-22         | Nexif Energy (Singapour)                            |
| Stockyard Hill                                                        | Victoria               | 532   | 2022            | Goldwind (Chine)/Nebras Power (Qatar)               |
| Moorabool,                                                            | Victoria               | 312   | 2022            | Goldwind Australia/Nebras Power (Qatar)             |
| Bango                                                                 | Nouvelle-Galles du Sud | 243,8 | 2023            | CWP Renewables                                      |
| Murra Warra                                                           | Victoria               | 435   | en construction | Partners Group                                      |
| MacIntyre                                                             | Queensland             | 923   | en construction | Acciona                                             |
| * MW : Capacité installée (MW) ; Date m.s. : date de mise en service. |                        |       |                 |                                                     |

## Principaux acteurs

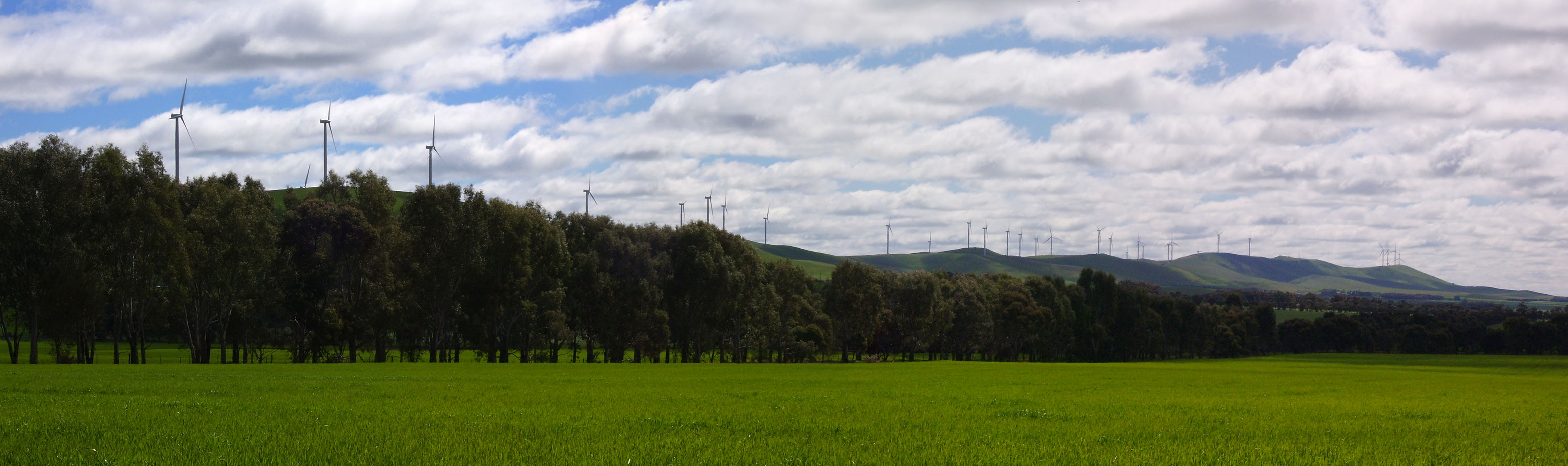
Parc éolien au nord-ouest de Burra dans les Mt Lofty Ranges, Australie-Méridionale.

Les développeurs sont nombreux, australiens ou étrangers ; les mâts sont en majorité fabriqués dans le pays, mais les pales et les nacelles sont importées ; le marché des turbines reste dominé par Vestas (54 %) et REpower (30 % avec Suzlon), suivis par Acciona Energy (9 %).
Parmi les exploitants de parcs éoliens, on note :
- Meridian Energy, entreprise publique néo-zélandaise spécialisée dans l'hydroélectricité et l'éolien ;
- Trustpower, entreprise privée néo-zélandaise (hydroélectricité et éolien) ;
- Pacific Hydro, entreprise privée australienne (hydroélectricité et éolien) ;
- Hydro Tasmania, entreprise publique de Tasmanie (hydroélectricité et éolien) ;
- Infigen Energy, entreprise privée australienne spécialisée dans l'éolien en Australie, aux États-Unis et en Allemagne ;
- Suzlon Energy, groupe indien, leader du secteur éolien indien ;
- Acciona Energy, filiale du groupe espagnol Acciona, est l'un des plus grands développeurs mondiaux de projets d'énergies renouvelables : hydro, éolien, solaire, biomasse.

## Politique énergétique

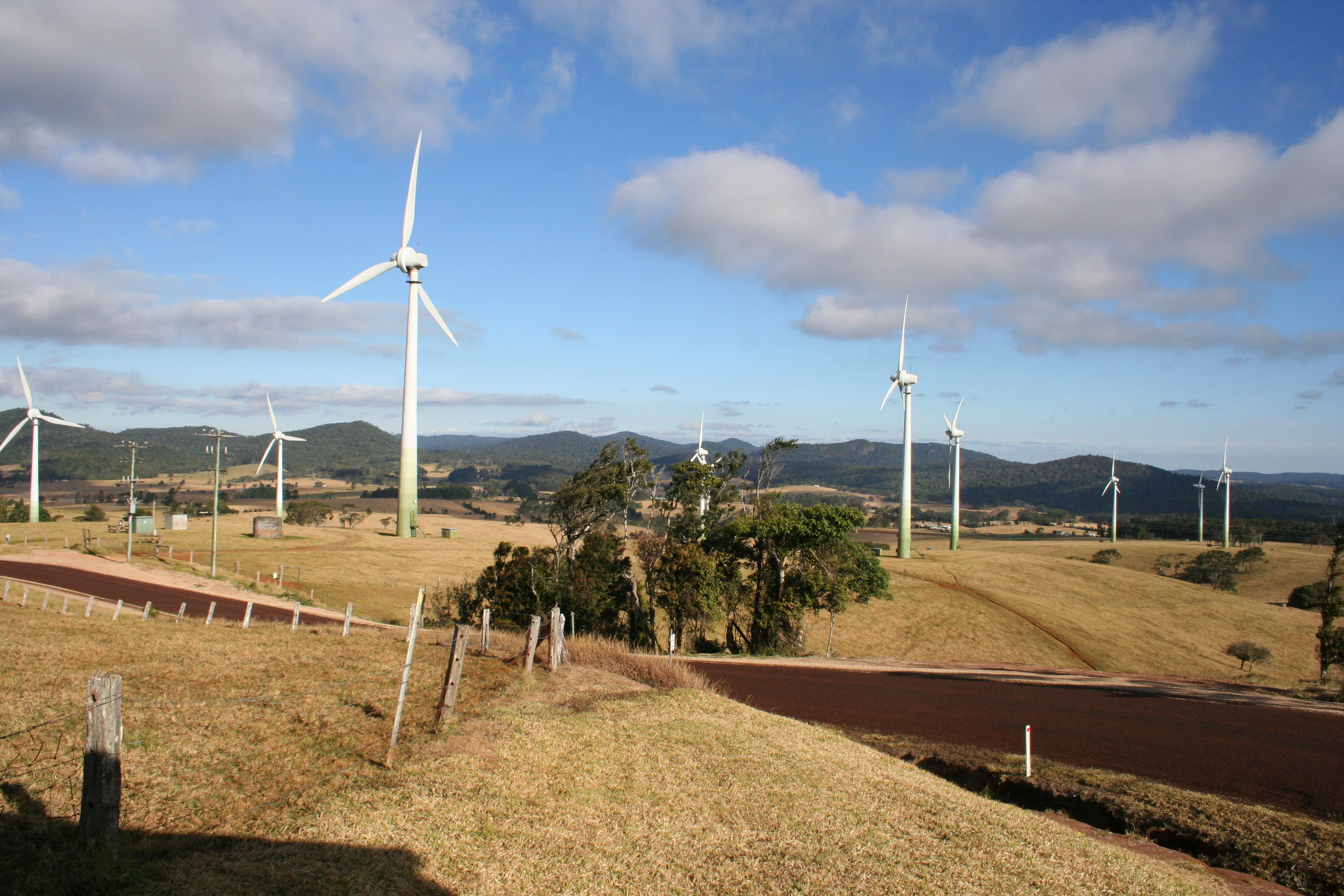
Parc éolien de Windy Hill au Queensland.

Le programme fédéral RET (Renewable Energy Target), qui fixe un objectif de 20 % de l'électricité produite à partir de sources renouvelables en 2020, restera le facteur incitatif majeur des investissements jusqu'en 2020, après quoi le marché des quotas de carbone devrait devenir le principal facteur ; le gouvernement de l'État d'Australie-Méridionale a fixé un objectif de 33 % d'électricité renouvelable en 2020 ; la plupart des États (hors le Queensland) ont institué des tarifs réglementés d'obligation d'achat ou des programmes de rachat qui incluent le micro-éolien parmi les technologies éligibles ; l'Australie-Méridionale accorde aux développeurs de projets EnR des réductions de taxe sur les salaires (4,95 % des salaires du chantier) pour les projets de plus de 30 MW ; les États de Victoria et de Nouvelle-Galles du Sud ont cependant accordé des droits supplémentaires aux riverains, ce qui a ralenti la progression de l'éolien.